# Stupa (zgradba)
Stupa je budistični spomenik, simbol Bude in budizma. Stupa (sanskrt स्तूप - stūpa, tibetansko མཆོད་ རྟེན་ čöten, sinhalsko දාගැබ, pali थुप "thūpa" dobesedno pomeni 'kup') je kupu podobna ali polokrogla struktura, ki vsebuje budistične relikvije, običajno pepel budističnih menihov in ki jo budisti uporabljajo kot kraj meditacije.

## Opis in zgodovina
Stupa je originalno pred-budistična lončena pogrebna gomila, v katerih so bili asketi zakopani v sedečem položaju, 
in se je  imenovala chaitya. 
U pradavnih časih so z besedo stupa označevali gomilo narejeno nad pokopano mrtvo osebo. Taka gomila je imela obliko polkrogle in je bila v glavnem narejena iz zemlje ali kamenja.Indijci so v središče polkrogle postavljali palico (središče osi) in posmrtne ostanke pokopali pod njo. To os so smatrali za mitološko drevo in ponazarja zvezo med zemljo in vesoljem, ki zbira vso energijo in vpliva na rojevanje življenja. (Pol-)krogla, kot simbol popolnosti je izražala ravnotežje energije v vesolju in je postala njegov simbol.
Po parinirvani Bude, so bili njegovi posmrtni ostanki upepeljeni in pepel razdeljen in pokopan pod osem gomil z dvema dodatnima nasipoma, ki sta obdajala žaro in žerjavico. O teh zgodnjih stupah je malo znanega zlasti zato, ker ni bilo mogoče najti originalnih spomenikov. Vendar pa se za nekatere novejše stupe, kot sta v Sarnathu in Sanchiju zdi, da sta starejši gomili.
Stupa se je razširila skupaj z budizmom v druge azijske države, kot na primer čorten v Tibetu in pagoda v vzhodni Aziji. Pagoda je spreminjala oblike, tudi v obliko zvona in piramide. V zahodnem smislu razlikovanje med stupo in pagodo ni jasno. Stupa se uporablja za budistično strukturo v Indiji ali jugovzhodni Aziji, medtem ko se pagoda nanaša na stavbe v vzhodni Aziji, kjer se je slog začel in ki je lahko služila tudi v posvetne namene.
Stupe so bile zgrajene na Šrilanki kmalu po tem, ko je kralj Devanampiyatissa prevzel budizem. Prva zgrajena stupa je bila Thuparamaya. Kasneje so na Šrilanki zgradili veliko stup; Jetavanarama v Anuradhapuri je ena najvišjih starih struktur na svetu.

### Znane stupe
V Ghalegayu, dolini oddaljeni 14 km južno od Mingora, Khyber Pakhtunkhwa, v okrožju Mohallah Singardar v dolini Swat v Pakistanu stoji ena največjih stup na indijskem podkontinentu. 
Stupa, ki je bila odkrita v kraju Sopara, starodavnem pristanišču v bližini Mumbaja, naj bi bila ena izmed najstarejših stup na svetu. Najstarejša znana stupa je Dhamek Stupa v Sarnathu, Indija, medtem ko je najvišja je Phra Pathom Chedi v Nakhon Pathom, na Tajskem, na nadmorski višini 127 metrov. Velika stupa v Sanchiju ali Sanchi stupa v Madja Pradeš v osrednji Indiji je najstarejša kamnita stavba v Indiji.
Na Šrilanki so v starodavnem mestu Anuradhapura nekatere izmed najvišjih, najstarejših in najbolje ohranjenih stup na svetu, kot na primer Ruwanwelisaya.
Najbolj izpopolnjena stupa je Borobudur (8. stoletje) na Javi, Indonezija. Zgornja terasa z vrstami zvonastih stup, ki vsebujejo slike Bude, ki simbolizirajo Arupadhatu, sfero brezobličnosti. Glavna stupa je prazna in simbolizira popolnost razsvetljenja. Glavna stupa je le krona dela spomenika, medtem ko je osnova piramidna struktura z galerijami, okrašenimi z bas reliefi - prizori, ki izhajajo iz budističnega besedila upodobljenega življenja Siddharte Gautama. Borobudur je edinstvena in pomembna arhitektura, ki je na Unescovem seznamu kot največji budistični spomenik na svetu.

### Tipi stup
Stupa je sestavljena iz treh delov: podstavka, kupole in krova. Pomembna so prava razmerja med dimenzijami in da je zgrajena zato, da prinaša mir, srečo in prebujenje živim bitjem.
Zgrajene iz različnih razlogov, so budistične stupe razvrščene glede na obliko in funkcijo v pet tipov: 
- Relikvijska stupa, v kateri so pokopane relikvije ali ostanki Bude, njegovih učencev in določenih svetnikov.
- Stupa predmetov, v kateri so predmeti, ki so pripadali Budi ali njegovim učencem, kot so skleda za beračenje, halja ali pomembni budistični sveti spisi.
- Spominska stupa, zgrajena v spomin na dogodke v življenju Bude in njegovih učencev.
- Simbolična stupa, ki simbolizira vidike budistične teologije, na primer Borobuddur, ki velja za simbol "Treh svetov (dhatu) in duhovne faze (bhumi) v Mahajane značaju bodhisattve.
- Votivna stupa, zgrajena v spomin na obiske ali za pridobivanje duhovne koristi, običajno na mestu uglednih stup, ki so redno obiskovane.

## Simbolizem
Stupa je simbol miru in harmonije. Oblika stupe je podobna obliki telesa Bude.
Oblika stupe predstavlja Budo s krono kako sedi pri meditaciji na podstavku, ki predstavlja njegov prestol. Njegova krona je stožec na vrhu. Njegova glava in oči so kvader nad kupolo, njegovo telo je kupola, noge so štiri stopnice  prekrižane v obliki lotusa. 
Vsakemu elementu je prirejen določen aspekt budistične poti. Podstavek simbolizira pet sil, ki vodijo do prenehanja trpljenja, kupola je nosilec sedem pogojev razsvetljenja, kvader nad kupolo je osemčlena plemenita pot. Stožec, ki je sestavljen iz diskov, predstavlja stopnje poti do razsvetljenja. Na vrhu stožca sta sonce in luna, ki predstavljata modrost in sočutje.

### Pet elementov
Čeprav ni opisano v nobenem tibetanskem besedilu o simboliki stupe, lahko stupa predstavlja pet elementov:
- Kvadratni temelj - podstavek predstavlja zemljo
- Polkroglasta kupola / vaza predstavlja vodo
- Stožec predstavlja ogenj
- Zgornji lotusov sončnik in polmesec predstavljata zrak
- Sonce in točka raztapljanja predstavlja element prostora

## Konstrukcija
Za izgradnjo stupe, prenos in obrede je potreben budistični učitelj. Katere stupe in kje bodo zgrajene na določenem območju odločijo graditelji skupaj z učiteljem. Včasih se vrsta stupe izbere glede na dogodke, ki so se zgodili na območju. 

### Zakladnica
Vse stupe vsebujejo zakladnico napolnjeno z različnimi predmeti: sveti spisi, zdravila, relikvije, kipci bud, drago kamenje in druge dragocenosti. Manjše glinene stupe, imenovane Tsa-Tsa, zapolnijo velik del zakladnice. Ustvarjanje različnih vrst Tsa-tsa je obred. Mantre napisane na papirju so združene v tanke zvitke in položene v te majhne glinene stupe. Polnjenje zakladnice se vrši po plasteh, med katerimi je prazen prostor napolnjena s suhim peskom. 
Nakit in drugi dragoceni predmeti imajo lahko tudi le simbolično vrednost, pomembno je, da ni tržno blago. Menijo, da bo energija stupe večja, več kot bo predmetov v njej.

### Drevo življenja
Zelo pomemben element v vsaki stupi je drevo življenja. To je lesena palica pokrita z dragulji in tisoči manter in stoji v osrednji osi stupe. Tu se postavi med slovesnostjo ali na začetku gradnje, kamor udeleženci ceremonije obesijo pisane trakove. Skupaj z njimi udeleženci oddajo svoje najbolj pozitivne in močne želje, ki so shranjene v drevesu življenja. 

### Koristi
Gradnja stupe se šteje za izjemno koristen, zelo pozitiven karmični odtis v mislih. Bodoče koristi od tega ukrepa se bodo odražale v srečnih ponovnih rojstvih. Srečne posvetne koristi bodo rezultat rojstva v bogati družini, imeti čudovito telo, lep glas in podobno in prinaša veselje do drugih in srečno življenje. Na absolutni ravni, bo nekdo lahko dosegel razsvetljenje, kar je cilj budizma.  On the absolute level, one will also be able to reach enlightenment, the goal of Buddhism, quickly.
Uničenje stupe na drugi strani, se šteje za zelo negativno dejanje, podobno uboju. Takšen ukrep pomeni, da ustvarite velike negativne karmične odtise, ki vodijo do ogromnih težav v prihodnosti. 

## Tibetanske stupe
V tibetanskem budizmu obstaja osem različnih vrst stup, vsaka se nanaša na pomembne dogodke v Budovem življenju.
Ključni arhitekturni elementi so: 
- Zemljo predstavlja štirikotni podstavek, pri večjih stupah je običajno terasast.
- Štirje vogali predstavljajo štiri stanja uma in misli – ljubezen, sočutje, veselje in umirjenost.
- Kupola prestavlja na glavo obrnjen lonček riža, imenovana kumbha in simbolizira vodo. Vsako leto jo prebelijo in okrasijo z vzorcem iz rumene barve, ki predstavlja lotusove liste.
- Kvadraten stolp nad kupolo se imenuje harmika  in simbolizira ogenj. Na njem so na vseh štirih straneh narisane oči Bude.
- Nad haramiko je postavljen koničast stolp (spirala), ki simbolizira zrak. Sestavlja ga 13 nivojev, ki simbolizirajo trinajst nivojev skozi katere mora iti človek da doseže nirvano.
- Vrh stupe varuje del, ki simbolizira nevideno.

### Stupa lotosovega cveta
Znana tudi kot Stupa velikega lotosa ali Sugata stupa (stupa rojstva), se nanaša na rojstvo Bude. "Ob rojstvu Budde je sedem korakov v vsaki od štirih smeri" (vzhod, jug, zahod in sever). V vsako smer obrnjen lotos simbolizira štiri brezmejnosti: ljubezen, sočutje, veselje in ravnodušnost. Štiri stopnice temelja stupe so krožne in okrašene z lotosovim cvetom. Občasno so izdelane iz sedmih velikih stopnic lotosa in se nanašajo na sedem prvih korakov Bude.

### Stupa razsvetljenja
Znana tudi kot Stupa osvojitve Mara (demon). Ta stupa simbolizira dosego Budovega razsvetljenja pod svetim figovcem v kraju Bodh Gaya, ko je bil star 35 let in kjer je presegel posvetne skušnjave in napade v obliki demona Mara.

### Stupa mnogo vrat
Potem ko je dosegel razsvetljenje, je Buda ustanovil meniški red in učil svoje prve učence v parku jelenov v bližini Sarnatha. Serija vrat na vsaki strani stopnic predstavljajo prve nauke ali vzroke trpljenja in rešitev: štiri plemenite resnice, plemenita osemčlena pot,  štiri neizmernosti in srednja pot.

### Stupa sestopa iz božjega kraljestva
Pri 42 letih starosti je Buda preživel poletno zatočišče v Tušita nebesih, kjer je njegova mati sprejela preporod. Da bi poplačal njeno dobroto je učil dharmo za njeno reinkarnacijo. Lokalni prebivalci so zgradili stupe, kot je tista v Sankasya v spomin na ta dogodek. Za stupo je značilno, da ima centralno projekcijo na vsaki strani trojne lestve ali stopnic.

### Stupa velikega čudeža
Znana tudi kot Stupa osvojitev Tirthikasa. To je stupa, ki se nanaša na različne čudeže, ki jih je opravil Buda, ko je bil star 50 let. Legenda trdi, da je premagal maras in heretike, ki jih je vključil z argumenti in so tudi opravljali čudeže. Ta stupa je postavljena v Lichavi kraljestvu v spomin na ta dogodek.

### Stupa sprave
Ta stupa obeležuje Budovo resolucijo spora med sangha (skupnost). Stupa v tej zasnovi je bila zgrajena v kraljestvu Magadha, kjer je prišlo do sprave. Ima štiri osmerokotne stopnje z enakimi stranicami.

### Stupa popolne zmage
Ta stupa obeležuje Budovo uspešno podaljševanje življenja za tri mesece. Ima samo tri stopnje, ki so krožne in neokrašene.

### Stupa nirvane
Ta stupa se nanaša na smrt Bude, ko je bil star 80 let. Simbolizira Budovo popolno absorpcijo v najvišje stanje duha. Običajno niso okrašene.

## Kalachakra stupa
Obstaja 9. vrst Kalachakra stup. Njena simbolika ni povezana z dogodki v Budovem življenju, ampak za simboliko Kalachakra Tantre, ustvarjene za zaščito pred negativnimi energijami. To je redka vrsta stupe.

## Regionalna imena
Regionalna imena stup so:
- Chaitya (Nepal)
- Dāgaba običajna izgovorjava "Dagoba") (sinhalščina: දාගැබ, iz Sanskrta dhātu-garbha. (दातु-गर्भ) "soba z relikvijami" )
- Chedi (tajščina]]: เจดีย์, iz Pāli cetiya (चेतिय)
- Candi (Indonesija in Malezija, izgovori 'chandi').
- Čorten, Tibet, Ladak (Indija) in Butan མཆོད་རྟེན༏ (Wylie: mchod rten), "osnova darovanja")
- Chedey (Kambodža)
- Phrathāt (Lanna)
- Havitta ali ustubu (Maldivi)
- Suburgan/Suvarga (Mongolija)
- Субурган (Rusija)
- Tap (Koreja [塔/탑], iz kitajščine)
- Tháp (Vietnam [塔], iz kitajščine)
- Thart (Laos)
- Ta (kitajsko: 塔; pinjin: tă; Jyutping: taap3), starodavno prevod iz Sanskrta stupa.
- Sotoba (Japonska [卒塔婆/そとば], Tō (japonščina [塔/とう], iz Kitajščine)
- Zedi (Mjanmar [Zedi) /Pahto)
- Setaow (/cetɔe/)
- Tseti ali Puhto
- Chedi/Thoopam (tamilščina)
- Pagoda jugovzhodna Azija
- Stupa (Hindi: स्तूप, iz Sanskrta)
- Garbha (Sanskrt: गर्भ, pomeni skladišče ali odlagališče)

## Galerija
- Dro-dul čorten - Gangtok, Sikkim
- Velika stupa v Sanchiju, Indija,zgradil jo je Ashoka Veliki (4.–1.  st. pr. n. št.).
- Dhamek Stupa v Sarnathi, SV Indija, je verjetno najstarejša ohranjena stupa na svetu.
- Ruwanwelisaya Chedi v svetem mestu Anuradhapura, Šrilanka.
- Jetavanaramaya stupa v Anuradhapura, Šrilanka,  je največja opečna zgradba na svetu[9]
- Glavna stupa v Borobudurju, največja budistična zgradba na svetu, Java, Indonezija.
- V skalo vklesana in zgrajena delno iz opeke Maha čaitkja stupa v Bodžjannakonda, Andra Pradeš, Indija
- Velika stupa Dharmakaya v gorah Shambhala, Kolorado, ZDA
- Stupa v kmerskem slogu znotraj kraljeve palače v Phnom Penhu, Kambodža.
- Razni arhitekturni elementi pagode Shwedagon in stupe v  Mon slogu v Jangonu, Mjanmar.
- Phra Sri Ratana Čedi znotraj Wat Phra Kaeo v Bangkoku, Tajska.
- Beli Dagoba tempelj (Baita Si), imenovan tudi Miaojing tempelj v Pekingu, Kitajska.
- Stupavn Gotembi, Šizuoka, Japonska.
- Stupa blizu palače Potala, Lasa, Tibet.
- Model stupe v univerzitetnem kampusu Quaid-i-Azam v Islamabadu, Pakistan.
- Evolucija Butkara stupe v Pakistanu, v času kraljestva Maurjan, Indo-grška, Indo-skitska in Kušanska doba
- Stupa v jami Dambulla (zlati tempelj), Šrilanka
- Tisamaharama stupa v Tisamaharama, Šrilanka.